# الملكية وملكوت الله

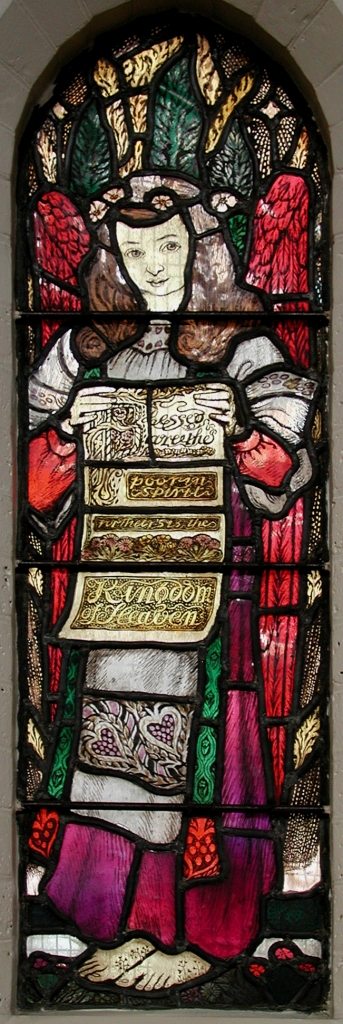
Stained glass by Hallward depicting Matt 5:10: «تطويبات».

الملكية وملكوت الله، (بالإنجليزية: Kingship and kingdom of God)‏، يظهر مفهوم ملكية الله، في جميع الأديان الإبراهيمية، حيث تستخدم مصطلحات مملكة الله، ومملكة السماء، في بعض الحالات. يعود مصطلح ملكية الله، إلى الكتاب المقدس العبري، الذي يشير إلى «مملكته» ولكنه لا يشمل مصطلح «ملكوت الله».
«ملكوت الله» ومقابله «مملكة السماء» في إنجيل متى، هو أحد العناصر الرئيسية لتعاليم يسوع في العهد الجديد. كما يشير إنجيل مرقس، إلى أن الإنجيل، هو الخبر السار عن ملكوت الله. المصطلح يتعلق بملكية الأرض لكل الخلق. تظهر مملكة «الجنة» في إنجيل ماثيو، ويرجع ذلك في المقام الأول إلى المشاعر اليهودية، حول نطق «الاسم» (الله). لم يٌعلم يسوع، ملكوت الله في حد ذاته، بقدر ما عادت تلك المملكة. عادت فكرة مملكة الله، (كما كانت في عهد موسى)، إلى كنعان (المعروف أيضًا باسم فلسطين، وإسرائيل اليوم). قبل 60 عامًا من مولد يسوع، استمر في أن يكون قوة، لما يقرب من مائة عام بعد وفاته. وبناءً على تعاليم العهد القديم، يشير الوصف المسيحي للعلاقة بين الله والإنسانية بطبيعته، إلى مفهوم «ملكية الله».
تستخدم كتابات «البهائيين» أيضًا مصطلح «ملكوت الله».
أما في القرآن الكريم فيوجد مصطلح «ملكوت الله»، حيث ذكرت كلمة ملكوت في القرآن الكريم، ما يقارب الثلاث مرّات أولها كانت في سورة المؤمنون آية 88، ووردت ثانيها في سورة يس آية 83 منها في صيغة (مَلَكُوتُ كُلِّ شَيْءٍ). والأخيرة كانت بسورة الأنعام آية 75 وعلى شكل (مَلَكُوتَ السَّمَاوَاتِ وَالأَرْضِ).

## العبرية الكتاب المقدس
يظهر مصطلح «مملكة الرب» مرتين في الكتاب العبري، في 1 سجل 28:5 و2 سجل 13:8. بالإضافة إلى ذلك، تُستخدم «مملكته» و«مملكتك» في بعض الأحيان عند الإشارة إلى الله. «مملكتك هي المملكة، يا رب» تستخدم في 1 سجل 29:10–12 و«مملكته هي مملكة أبدية» في دانيال 3:33، على سبيل المثال.

## الدين المسيحي

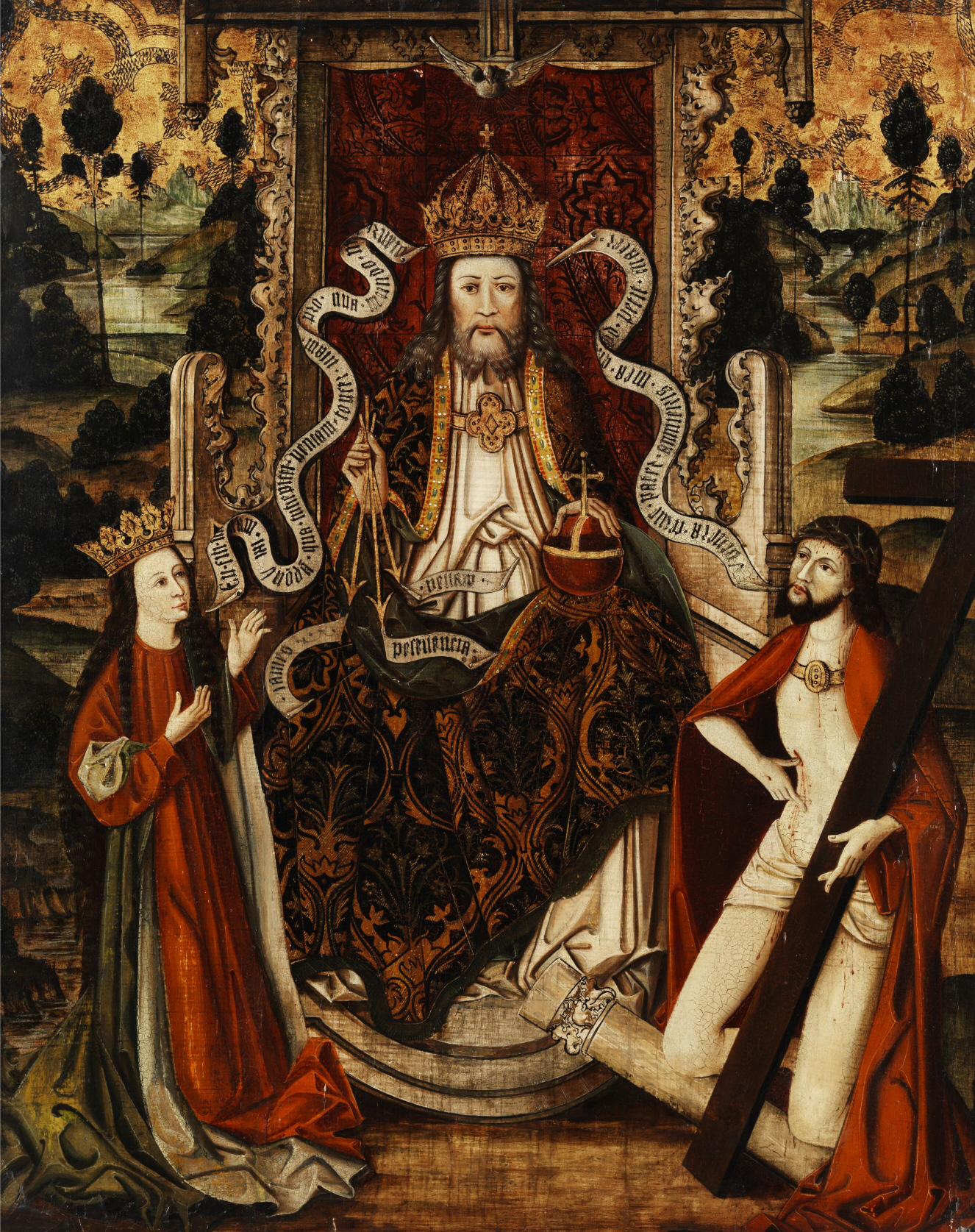
الإله الأب على العرش، وستفاليا في ألمانيا، أواخر القرن الخامس عشر.

يشير العهد القديم، إلى أن «الله القاضي بين الجميع»، ومفهوم أن جميع البشر سوف «يحاكمون» في النهاية، هو عنصر أساسي في التعاليم المسيحية. بناءً على عدد من مقاطع العهد الجديد، تشير عقيدة نيقية، إلى أن مهمة الحكم قد عُهد بها إلى يسوع.
لم يكن هناك اتفاق عالمي، على التفسير اللاهوتي «لملكوت الله» بين العلماء. بينما ظهر عدد من التفسيرات اللاهوتية لمصطلح «مملكة الله» في سياقها الأخلاقي، مثل نهاية العالم المروعة، والإنجازات الحديثة أو الافتتاحيات.

## الإسلام
مصطلح «ملكوت الله» جاء بالقرآن الكريم، بعدة صيغ، كقوله تعالى: ﴿وَكَذَلِكَ نُرِي إِبْرَاهِيمَ مَلَكُوتَ السَّمَاوَاتِ وَالْأَرْضِ وَلِيَكُونَ مِنَ الْمُوقِنِينَ ۝٧٥﴾ [الأنعام:75]. وقوله تعالى: ﴿فَسُبْحَانَ الَّذِي بِيَدِهِ مَلَكُوتُ كُلِّ شَيْءٍ وَإِلَيْهِ تُرْجَعُونَ ۝٨٣﴾ [يس:83]. وقوله تعالى: ﴿قُلْ مَنْ بِيَدِهِ مَلَكُوتُ كُلِّ شَيْءٍ وَهُوَ يُجِيرُ وَلَا يُجَارُ عَلَيْهِ إِنْ كُنْتُمْ تَعْلَمُونَ ۝٨٨﴾ [المؤمنون:88].
كما جاء بصيغة (مالك الملك)، لقوله تعالى: ﴿قُلِ اللَّهُمَّ مَالِكَ الْمُلْكِ تُؤْتِي الْمُلْكَ مَنْ تَشَاءُ وَتَنْزِعُ الْمُلْكَ مِمَّنْ تَشَاءُ وَتُعِزُّ مَنْ تَشَاءُ وَتُذِلُّ مَنْ تَشَاءُ بِيَدِكَ الْخَيْرُ إِنَّكَ عَلَى كُلِّ شَيْءٍ قَدِيرٌ ۝٢٦﴾ [آل عمران:26].
كما جاء بصيغة (مالك يوم الدين) لقوله تعالى:
﴿مَالِكِ يَوْمِ الدِّينِ ۝٤﴾ [الفاتحة:4].. وهو تأتي الآية بمعنى (مالك يوم القيامة).

## الإيمان البهائي
يظهر مصطلح «ملكوت الله» في كتابات الإيمان البهائي، بما في ذلك الأعمال الدينية التي قام بها بهاء الله، مؤسس الدين، وابنه عبد البهاء عباس. في التعاليم البهائية، يُنظر إلى ملكوت الله على أنه حالة من الوجود الفردي والعالمي. ادعى بهاء الله، أن نصوص أديان العالم، تنبأت بمسيح قادم، سيحقق عصرًا ذهبيًا للإنسانية، «ملكوت الله على الأرض». ادعى أن هذا المشار إليه بتعاليمه سوف يجلب ملكوت الله؛ كما أشار إلى أن النبوءات المتعلقة بأوقات النهاية، ووصول ملكوت الله كانت رمزية وأشار إلى الاضطرابات الروحية والتجديد.